# ККС 1925 Каліш
Каліський спортивний клуб 1925 Каліш (пол. Kaliski Klub Sportowy 1925 Kalisz) — польський футбольний клуб з Каліша, заснований у 2005 році. Є правонаступником клубу, заснованого 1925 року та відродженого 1992 року. Домашні матчі приймає на Міському стадіоні, місткістю 8 166 глядачів.

## Колишні назви
- Каліський спортивний клуб;
- «Бєларня» Каліш;
- «Влокняж» Каліш;
- Каліський спортивний клуб «Каліш»;
- Каліський спортивний клуб «Просна» Каліш;
- Каліський спортивний клуб «Влокняж 1925» Каліш.

## Досягнення
Кубок Польщі:
- 1/2 фіналу: 2022/2023